# Palazzo della Banca Lombarda
Il Palazzo della Banca Lombarda è un edificio storico di Milano situato in via Silvio Pellico al civico 10-12.

## Storia
Il palazzo venne costruito per ospitare la sede della Banca Lombarda all'indomani dell'Unità d'Italia. I lavori di costruzione dell'edificio, inseriti nel più ampio piano di rinnovamento urbanistico della zona del Duomo di Milano, iniziarono nel 1874 secondo il progetto dell'ingegnere Luigi Robecchi. Successivamente, il palazzo è stato per anni sede degli uffici di UBI Banca.
Nel 2025, l'edificio è oggetto di lavori di ristrutturazione e valorizzazione da parte del nuovo proprietario, la società immobiliare milanese COIMA.

## Descrizione
Nell'atrio del palazzo è stata locata per diverso tempo una scultura opera di Sol LeWitt.